# César Curiel
Pour les articles homonymes, voir Curiel.
César Curiel Montolio né le 30 avril 1999, est un joueur espagnol de hockey sur gazon. Il évolue au Sanse Complutense et avec l'équipe nationale espagnole.

## Carrière
Il a débuté en équipe première le 25 juin 2022 contre les Pays-Bas à Bois-le-Duc lors de la Ligue professionnelle 2021-2022.